# 600
600 (DC) var ett skottår som började en fredag i den julianska kalendern.

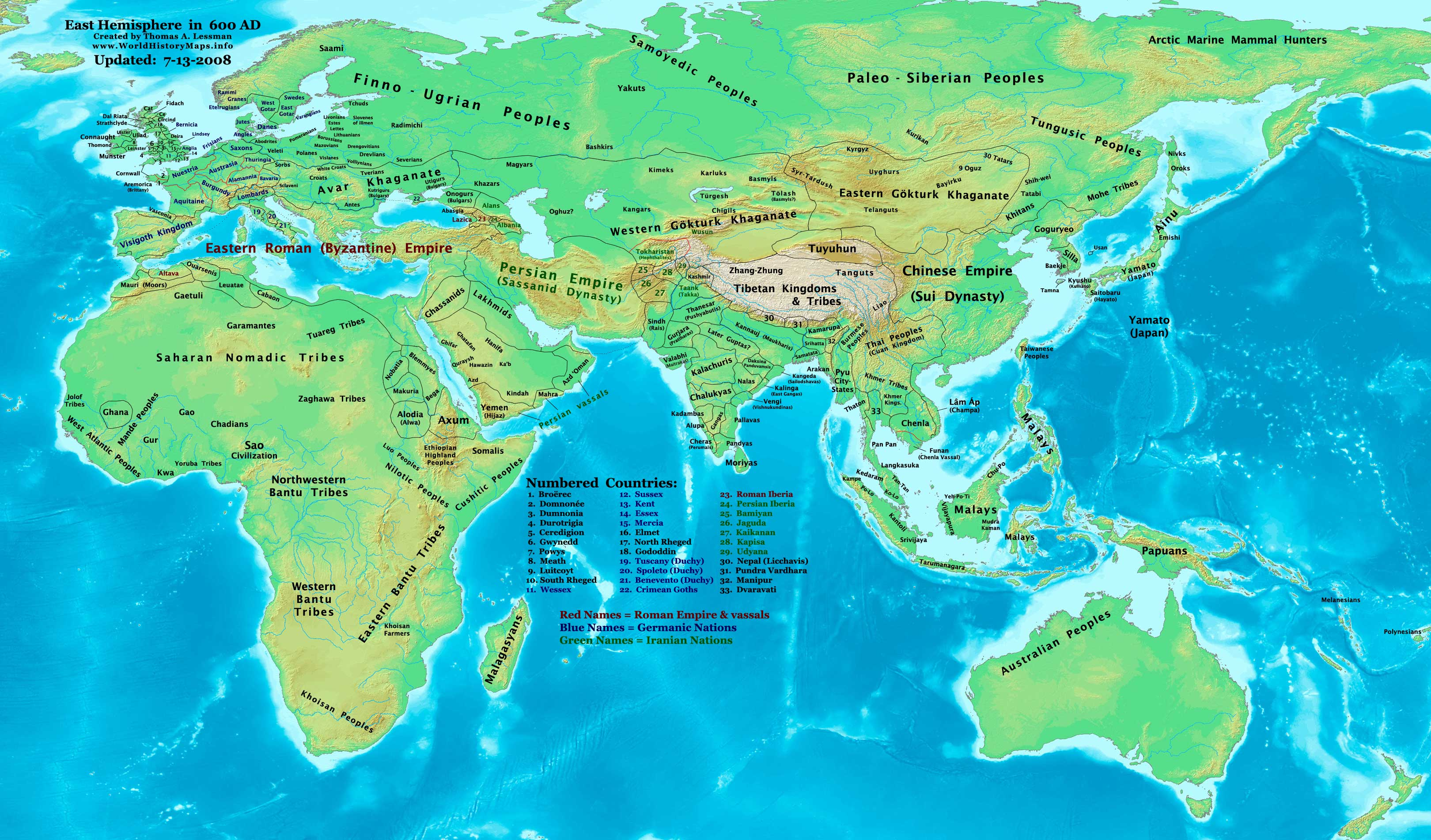
Gamla världen år 600.
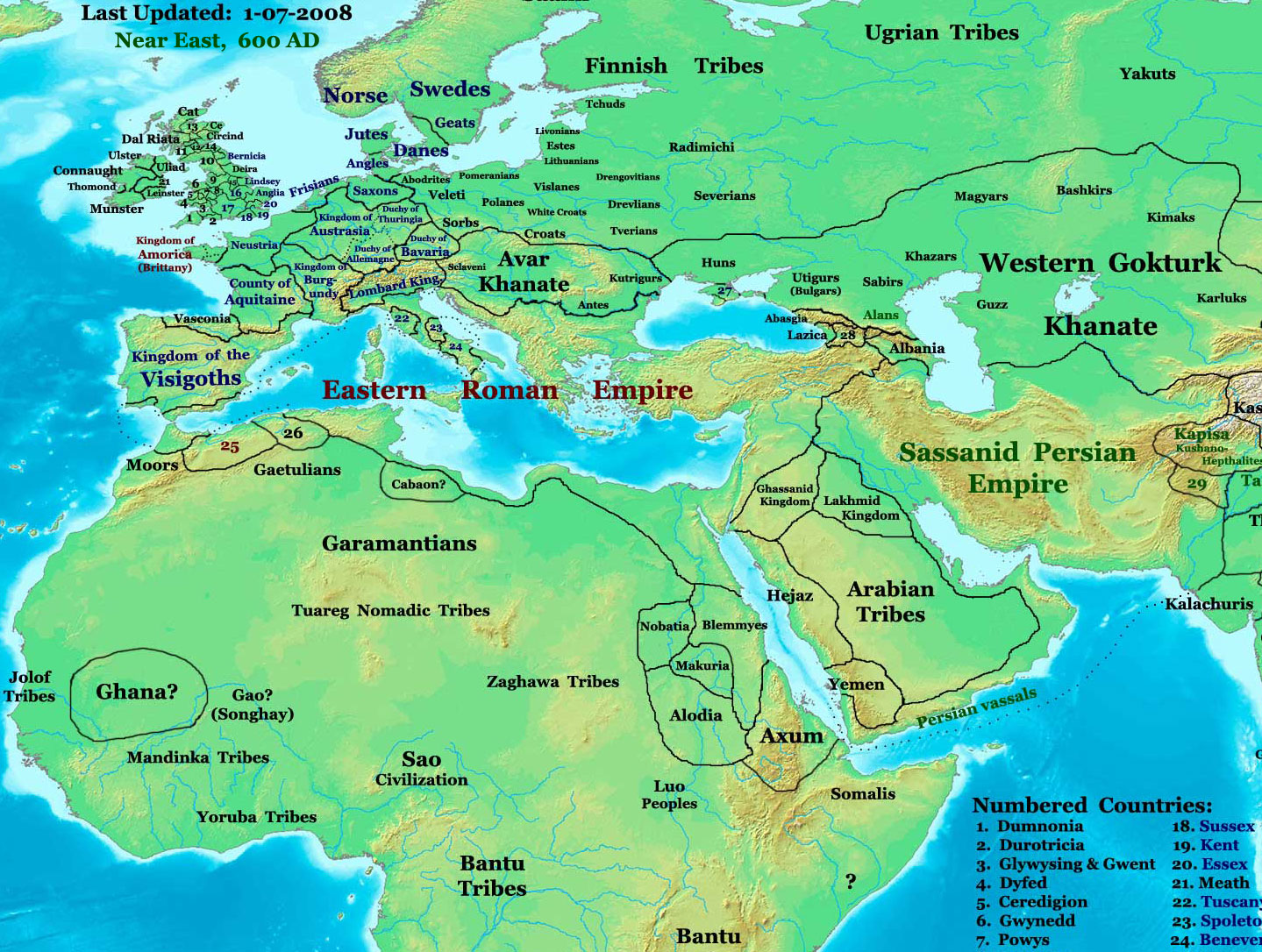
Europa, Nordafrika och främre Orienten år 600.
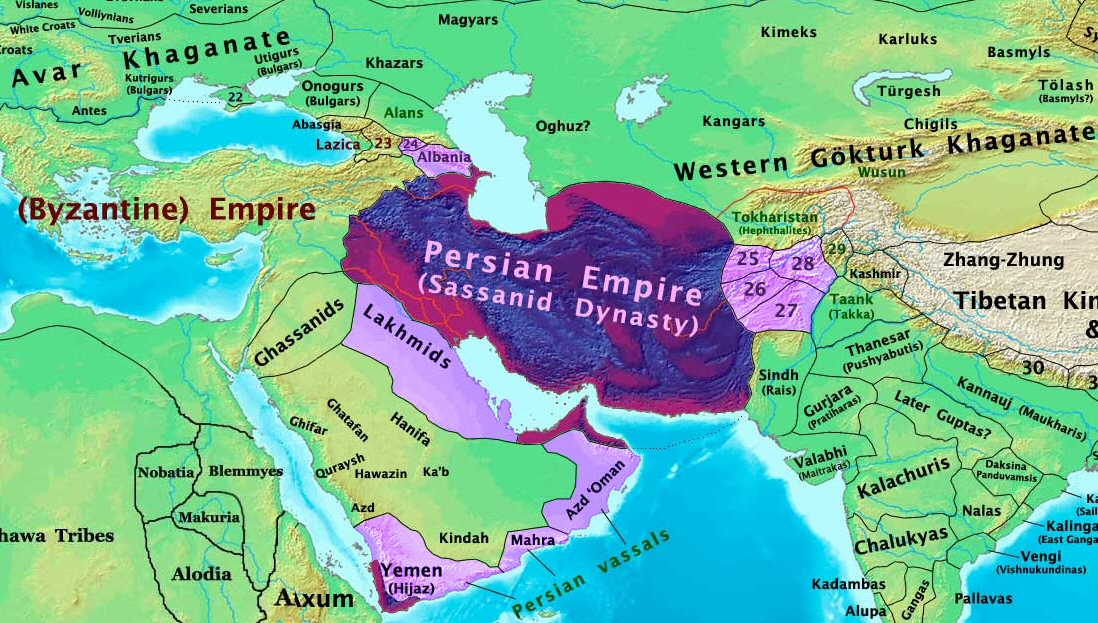
Persiska riket år 600.
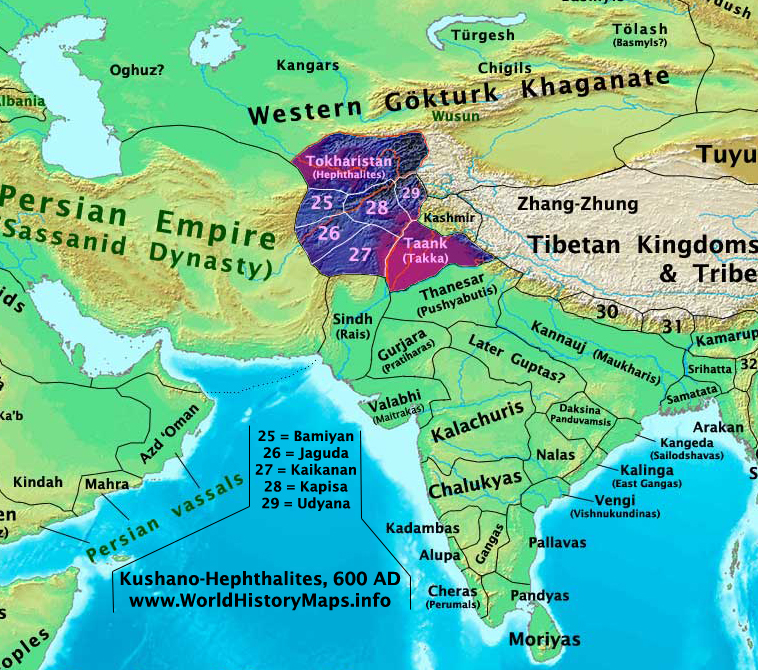
Kushan-heftalitiska riket år 600.

## Händelser

### Okänt datum
- Shaktikulten uppstår i Indien.
- Teotihuacáns storhetstid upphör.
- Omkring år 600: Skillnad mellan (forn-)högtyska och lågtyska börja uppstå genom den s.k. andra "ljudskridningen".
- Slaverna breder ut sig söder om Donau.

## Födda
- Martin I, påve.

## Avlidna
- 13 mars – Leander av Sevilla, ärkebiskop av Sevilla.